# Luigi Domeniconi
Luigi Domeniconi (Rimini, 24 ottobre 1788 – Roma, Agosto 1868) è stato un attore teatrale italiano.
Dopo gli esordi nei primi anni dell'800, la sua carriera prese una svolta con Francesca da Rimini di Silvio Pellico, nella quale interpretò Paolo. Entrò nella compagnia di Romualdo Mascherpa e interpretò Giovanni da Procida e Lodovico Sforza. Divenuto capocomico, fondò varie compagnie dal 1836 al 1863, ma prestò tornò a scritturarsi al Teatro dei Fiorentini.